# Take It Back (singel Wu-Tang Clan)
Take It Back – singel amerykańskiej grupy hip-hopowej Wu-Tang Clan, wydany w 2008 roku.

## Lista utworów
1. Take It Back (Clean) – 4:13
2. Take It Back (Dirty) – 4:13
3. Take It Back (Instrumental) – 4:13